# مدرسة طب جامعة كيل
مدرسة طب جامعة كيل (بالإنجليزية: Keele University Medical School)‏ هي إحدى المدارس لتعليم الطب في المملكة المتحدة. مركز هذه المدرسة الطبية هو جامعة كيل. تم تأسيس هذه المدرسة رسمياً في عام 1978. تأسست كقسم الطب بعد-التخرج؛ بدأت بتدريس الطب تحت-التخرج في 2003 باستخدام منهج مانتشستر.